# (95) Arethusa
(95) Arethusa ist ein Asteroid des äußeren Hauptgürtels, der am 23. November 1867 vom deutschen Astronomen Karl Theodor Robert Luther an der Sternwarte Düsseldorf entdeckt wurde.
Der Asteroid wurde benannt nach Arethusa, einer der Hesperiden der griechischen Mythologie. Die Benennung erfolgte durch Johann Gottfried Galle, den Entdecker des Neptun, und Wilhelm Günther (1814–1869) in Breslau.

## Wissenschaftliche Auswertung
Mit Daten radiometrischer Beobachtungen im Infraroten von 1974 am Cerro Tololo Inter-American Observatory in Chile wurden für (95) Arethusa erstmals Werte für den Durchmesser und die Albedo von 230 km bzw. 0,02 bestimmt. Aus Ergebnissen der IRAS Minor Planet Survey (IMPS) wurden 1992 Angaben zu Durchmesser und Albedo für zahlreiche Asteroiden abgeleitet, darunter auch (95) Arethusa, für die damals Werte von 136,0 km bzw. 0,07 erhalten wurden. Eine Auswertung von Beobachtungen durch das Projekt NEOWISE im nahen Infrarot führte 2011 zu vorläufigen Werten für den Durchmesser und die Albedo im sichtbaren Bereich von 147,9 oder 152,5 km bzw. 0,05. Nach neuen Messungen mit NEOWISE wurden die Werte 2014 auf 148,0 oder 149,1 km bzw. 0,06 korrigiert. Nach der Reaktivierung von NEOWISE im Jahr 2013 und Registrierung neuer Daten wurden die Werte 2015 mit 133,4 km bzw. 0,05 angegeben, diese Angaben beinhalten aber hohe Unsicherheiten. Aus der Beobachtung von Sternbedeckungen durch den Asteroiden konnte in einer Untersuchung von 2020 für (95) Arethusa ein Durchmesser von 147,0 ± 1,4 km bestimmt werden.
Eine spektroskopische Untersuchung von 820 Asteroiden zwischen November 1996 und September 2001 am La-Silla-Observatorium in Chile ergab für (95) Arethusa eine taxonomische Klassifizierung als Caa- bzw. Ch-Typ.
Photometrische Beobachtungen von (95) Arethusa fanden erstmals statt vom 30. Juli bis 3. August 1979 am Table Mountain Observatory in Kalifornien. Aus der gemessenen Lichtkurve wurde eine Rotationsperiode von 8,70 h abgeleitet. Auch eine zeitnah stattfindende Messung vom 17. bis 20. August 1979 am La-Silla-Observatorium in Chile führte zu einem ähnlichen Wert von 8,69 h.

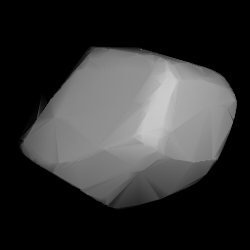
Berechnetes 3D-Modell von (95) Arethusa

Die Auswertung von Beobachtungen einer Sternbedeckung durch den Asteroiden am 7. März 2009 führte dann in einer Untersuchung von 2011 zur Bestimmung eines effektiven Durchmessers von 147 ± 32 km und einer eindeutigen Lage der Rotationsachse mit einer prograden Rotation und einer Periode von 8,70221 h.
Weitere photometrische Beobachtungen erfolgten vom 10. bis 17. November 2012 am UnderOak Observatory in New Jersey. Hier wurde für die Rotationsperiode ein Wert von 8,705 h abgeleitet. Die Auswertung von 15 archivierten Lichtkurven und zusätzlichen Daten der Lowell Photometric Database ermöglichte in einer Untersuchung von 2016 auch noch die Erstellung eines Gestaltmodells für den Asteroiden.
Bei einer Auswertung von Gaia DR2-Daten in 2019 konnte alternativ ein dreiachsig-ellipsoidisches Modell mit einer Rotationsperiode von 8,7015 h und ein cellinoidförmiges Modell (ähnlich einem flachgedrückten Ei) mit einer Rotationsperiode von 8,7049 h bestimmt werden, allerdings gab es keine eindeutige Aussage zur Lage der Rotationsachse. Im Jahr 2021 wurde aus archivierten Daten und photometrischen Messungen von Gaia DR2 erneut eine Rotationsachse mit prograder Rotation berechnet. Die Rotationsperiode wurde dabei zu 8,7022 h bestimmt.
Zwischen 2012 und 2018 wurden mit der All-Sky Automated Survey for Supernovae (ASAS-SN) auch photometrische Daten von 20.000 Asteroiden aufgezeichnet. Auf mehr als 5000 davon konnte erfolgreich die Methode der konvexen Inversion angewendet werden, darunter auch (95) Arethusa, für die in einer Untersuchung von 2021 ein verbessertes dreidimensionales Gestaltmodell für zwei alternative Rotationsachsen mit prograder Rotation und einer Periode von 8,7022 h berechnet wurde. Aus archivierten Daten des Asteroid Terrestrial-impact Last Alert System (ATLAS) aus dem Zeitraum 2015 bis 2018 konnte in einer Untersuchung von 2022 mit der Methode der konvexen Inversion eine Rotationsperiode von 8,7022 h berechnet werden.
Eine Zusammenarbeit mehrerer Observatorien in Spanien vom 17. Oktober bis 25. November 2022 führte für (95) Arethusa zur Bestimmung einer Lichtkurve und einer Rotationsperiode von 8,705 h. Im Jahr 2023 wurde aus photometrischen Messungen von Gaia DR3 erneut ein dreidimensionales Gestaltmodell des Asteroiden für zwei alternative Rotationsachsen mit prograder Rotation und einer Periode von 8,7023 h berechnet.